# Célula diana
Célula objetivo, célula diana, célula blanco (Target cell en inglés) es un término aplicado en endocrinología a la célula que presenta un receptor específico que se une a su hormona circulante, desencadenando o no una respuesta bioquímica o fisiológica. 
La mayor parte de los 75 billones ( 75 × 1012) de células en un ser humano, son blanco para una o más de las 50 hormonas conocidas. 

## Fisiología
Las células diana son capaces de responder fisiológicamente, porque contienen receptores específicos a los que se unen las hormonas circulantes para producir esa respuesta. Las hormonas son transportadas por el torrente sanguíneo hasta que, al encontrar una célula diana apropiada, encaja la hormona en el receptor «como una llave en su cerradura», y la célula es impulsada a realizar una acción específica.
Hay alrededor de 200 tipos de células diferenciadas en los seres humanos. Sólo algunas producen hormonas, pero la mayor parte de los 75 billones ( 75 × 1012) de células en un ser humano son blancos para una o más de las más de 50 hormonas conocidas. El concepto de la célula blanco es un modo útil para analizar la acción hormonal.
Durante años se postuló que las hormonas afectaban a un solo tipo de célula o algunos tipos de células y que una hormona desencadenaba una única acción bioquímica o fisiológica.

Ahora se sabe que:
- una hormona dada puede afectar diferentes tipos de células,
- más de una hormona puede afectar a un tipo dado de célula,
- las hormonas pueden ejercer muchos efectos distintos en una célula o en diferentes células.

Con el descubrimiento de receptores hormonales de superficie celular e intracelulares específicos, la definición de una célula blanco se ha expandido.

### Miocito
Las células musculares esqueléticas presentan receptores específicos para la hormona insulina, la cual tiene como acción  favorecer el transporte de moléculas de glucosa desde la circulación sanguínea al interior de los miocitos, disminuyendo así la glucemia. Favorece la ruta anabólica por la que tiene lugar la síntesis de glucógeno (la glucógeno-génesis) en el músculo.

### Adipocito
Los adipocitos presentan receptores específicos para la hormona insulina, la cual tiene como acción favorecer el transporte de moléculas de glucosa desde la sangre al interior del citoplasma, disminuyendo la glucemia. Favorece la síntesis de triglicéridos (triacilgleceroles). Para ello, estimula la producción de acetil-CoA y también estimula la síntesis de ácidos grasos (componentes de los triacilgliceroles) a partir de la acetil-CoA. 

### Gonadotrofa
Las células gonadotrofas ubicadas en la Adenohipófisis, tienen receptores específicos para la hormona liberadora de gonadotrofina (GnRH) secretada por el hipotálamo. 
La GnRH se une a su receptor GnRH-R de siete hélices receptor acoplado a proteínas G en la membrana plasmática, que determina la secreción de LH o de FSH, según la velocidad de su estimulación pulsátil.

### Hepatocito
Los hepatocitos ubicados en el Hígado, tienen receptores específicos para la hormona peptídica glucagón secretada por las células alfa. 
El glucagón en el hepatocito, se une a su receptor -R de siete hélices receptor acoplado a proteínas G en la membrana plasmática, determinando la liberación de glucosa hacia la sangre, para elevar su nivel durante una hipoglucemia. 
El glucagón aumenta la lisis de glucógeno (glucógeno-lisis) y el catabolismo proteico con utilización de los aminoácidos para la gluconeogénesis hepática.

## Factores que afectan la respuesta
Varios factores determinan la respuesta de una célula blanco a una hormona:
Factores que afectan la unión de la hormona en la célula objetivo
- El índice de síntesis y secreción de las hormonas.
- La proximidad de la célula blanco a la fuente de la hormona (efecto de dilución).
- Las constantes de disociación de la hormona con proteínas de transporte en el plasma específicas (si hay alguna).
- La conversión de formas inactivas o con actividad menos que óptima de la hormona hacia la forma por completo activa.
- El índice de depuración desde el plasma por otros tejidos o por digestión, metabolismo o excreción.

Factores que afectan la respuesta real de la célula diana a la hormona
- El número, la actividad relativa, y el estado de ocupación de los receptores específicos sobre la membrana plasmática o en el citoplasma o el núcleo.
- El metabolismo (activación o desactivación) de la hormona en la célula diana.
- La presencia dentro de la célula de otros factores necesarios para la respuesta de la hormona.
- Una regulación ascendente o descendente del receptor consiguiente a la interacción con el ligando.
- Desensibilización de la célula después del receptor, incluso regulación descendente del receptor.